# Acanthosia tryphosa
Acanthosia tryphosa is een vlinder van de familie van de spinneruilen (Erebidae). De wetenschappelijke naam van deze soort werd voor het eerst voorgesteld als Phryganopsis tryphosa door Sergius Kiriakoff in een publicatie uit 1958.

## Verspreiding
De soort komt voor in tropisch Afrika waaronder Guinee, Liberia, Ivoorkust, Nigeria, Kameroen, Gabon, Congo-Brazzaville, Congo-Kinshasa, Oeganda, Kenia en Tanzania.

## Ondersoorten
- Acanthosia tryphosa duplicata (Birket-Smith, 1965) (Guinee, Liberia, Ivoorkust, Nigeria, Kameroen, Gabon, Congo-Brazzaville)
- Acanthosia tryphosa pringlei Volynkin, 2025 (Tanzania)
- Acanthosia tryphosa tryphosa (Kiriakoff, 1958) (Congo-Kinshasa, Oeganda)